# Cross In Hand
Cross In Hand – wieś w Anglii, w hrabstwie East Sussex, w dystrykcie Wealden. Leży 65 km na południowy wschód od Londynu.